# Фолгарида (Тренто)
Фолгарида је насеље у Италији у округу Тренто, региону Трентино-Јужни Тирол.
Према процени из 2011. у насељу је живело 49 становника. Насеље се налази на надморској висини од 1314 м.